# Rhytachne
Rhytachne is een geslacht uit de grassenfamilie (Poaceae). De soorten van dit geslacht komen voor in tropisch en zuidelijk Afrika, op het eiland Madagaskar, Noord-Amerika en Zuid-Amerika.

## Soorten
- Rhytachne furtiva Clayton
- Rhytachne glabra (Gledhill) Clayton
- Rhytachne gonzalezii Davidse
- Rhytachne gracilis Stapf
- Rhytachne guianensis (Hitchc.) Clayton
- Rhytachne latifolia Clayton
- Rhytachne megastachya Jacq.-Fél.
- Rhytachne perfecta Jacq.-Fél.
- Rhytachne robusta Stapf
- Rhytachne rottboellioides Desv.
- Rhytachne subgibbosa (Winkl. ex Hack.) Clayton
- Rhytachne triaristata (Steud.) Stapf